# Kate Fastner

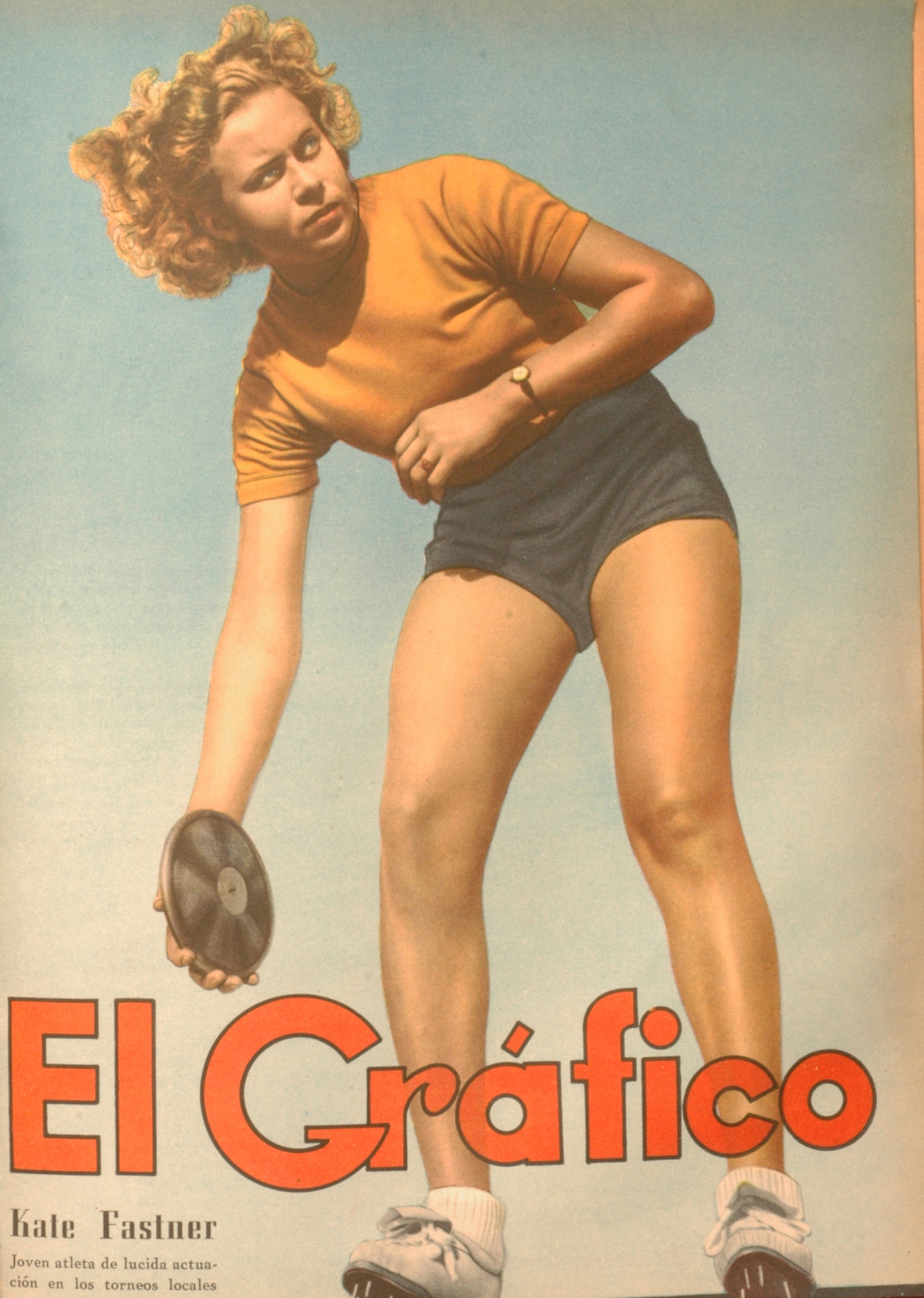
Kate Fastner en 1939, en la tapa de la revista El Gráfico.

Kate Fastner fue una atleta argentina que representó a su país en el Campeonato Sudamericano de Atletismo de 1939, celebrado del 25 al 28 de mayo en Lima, Perú. Allí consiguió dos medallas de bronce, una en lanzamiento de bala y otra en lanzamiento de jabalina. Ambos eventos fueron ganados por su compatriota Ruth Caro. A nivel local competía para la Sociedad Alemana de Gimnasia de Villa Ballester (SAGVB), un club bonaerense fundado en 1924 en esa localidad del partido de San Martín, en la Zona Norte del Gran Buenos Aires.
Esto dijo el medio brasileño Sport Illustrado sobre su participación:

Esta joven atleta forma parte de la Sociedad Alemana de Gimnasia de Villa Ballester. Destacó rápidamente en el atletismo femenino argentino, pues su actuación se hizo sentir en los torneos del año corriente. Especialista em lanzamientos, ya tiene consignadas las siguientes performances: PESO 10m.31; en los torneos de selección para el certamen de Perú hizo 10ms.32, en JABALINA 30ms.30 y en DISCO 27ms.63, marcados en los de La Plata. En Lima dio puntos a su equipo con un tercer lugar en el lanzamiento de peso.
Sport Illustrado, 14 de junio de 1939